# We Are the Others
We Are The Others es el tercer álbum de estudio de la banda de Metal Sinfónico Delain, salió al mercado el 1 de junio de 2012 en Alemania, por la firma de Roadrunner Records. El Primer Sencillo "Get the Devil Out of Me", fue lanzado el 13 de abril. El segundo sencillo "We Are The Others" y el video fueron lanzados el 11 de septiembre de 2012.

## Antecedentes y concepto
Durante sus conciertos en 2011, Delain dio a conocer tres nuevas canciones de álbum: "Manson" (que más tarde fue renombrada a "Mother Machine"), "Get the Devil Out of Me" y "Milk and Honey".
En una entrevista con Sonic Cathedral, la vocalista Charlotte Wessels discutió la inspiración que obtuvo del caso de Sophie Lancaster:

Recuerdo la primera vez que oí hablar del caso ... no estaba en las noticias holandesas. Me enteré de él a través de las redes de Internet y de la escena gótica ... había una película sobre ello, un cortometraje de aproximadamente cuatro minutos. Lo vi y simplemente lloré. ¡Es tan increíblemente triste! Después de ver la película, yo realmente no estuve haciendo nada acerca del caso hasta que estuvimos trabajando en (la canción) "We Are the Others ". Pero la idea básica de la letra estaba allí. Se suponía que sería una canción sobre "somos los otros" y un sentimiento de unión. Por un lado , estar orgulloso de quien quiera que seas, si te desvías de la norma, en cualquier forma que te desvíes de ella. Pero, por otro lado, también es una especie de canción para los "otros". Sólo queríamos una canción sobre la aceptación.
Charlotte Wessels en una entrevista para Sonic Cathedral.

Originalmente el álbum fue previsto para su lanzamiento a principios de 2012, pero la fecha exacta de lanzamiento era desconocida debido a que Warner Music compró, su hasta entonces discográfica, Roadrunner Records.  Sin embargo,  después fue anunciado a través de un mensaje en la página oficial de Facebook de la banda que el álbum sería lanzado el 1 de junio de 2012 con "Get the Devil Out of Me" como primer sencillo, siendo este publicado el 13 de abril de 2012. La canción fue puesta en línea para ser escuchada el 3 de abril en su sitio web oficial.
El segundo sencillo del álbum se anunció que sería el track homónimo "We Are the Others", y un video musical fue filmado. Varias personalidades reconocidas en la escena metalera aparecen en este vídeo, como George Oosthoek, Sharon den Adel, Robert Westerholt y el exbajista de Delain Rob van der Loo.

## Lista de canciones
Todas las letras escritas por Charlotte Wessels.
| We Are the Others |                              |                                                            |          |  |
| N.º               | Título                       | Música                                                     | Duración |  |
| 1.                | «Mother Machine»             | Martijn Westerholt, Charlotte Wessels, Guus Eikens, Tripod | 4:34     |  |
| 2.                | «Electricity»                | Westerholt, Wessels, Eikens, Tripod                        | 4:14     |  |
| 3.                | «We Are the Others»          | Westerholt, Wessels, Tripod                                | 3:17     |  |
| 4.                | «Milk and Honey»             | Westerholt, Wessels, Eikens, Tripod                        | 4:26     |  |
| 5.                | «Hit Me with Your Best Shot» | Westerholt, Wessels, Eikens, Tripod                        | 3:59     |  |
| 6.                | «I Want You»                 | Wessels, Eikens, Tripod                                    | 4:52     |  |
| 7.                | «Where Is the Blood»         | Westerholt, Wessels, Eikens, Tripod                        | 3:16     |  |
| 8.                | «Generation Me»              | Westerholt, Wessels, Tripod                                | 3:43     |  |
| 9.                | «Babylon»                    | Westerholt, Wessels, Eikens, Tripod                        | 4:06     |  |
| 10.               | «Are You Done with Me»       | Wessels, Eikens, Tripod                                    | 3:05     |  |
| 11.               | «Get the Devil Out of Me»    | Westerholt, Wessels, Eikens, Tripod                        | 3:21     |  |
| 12.               | «Not Enough»                 | Westerholt, Wessels, Tripod                                | 4:43     |  |

| Special edition bonus tracks |                                                     |                     |          |  |
| N.º                          | Título                                              | Escritor(es)        | Duración |  |
| 13.                          | «The Gathering» (live, featuring Marco Hietala)     | Eikens              | 4:01     |  |
| 14.                          | «Control the Storm» (live, featuring Marco Hietala) | Eikens, Wessels     | 4:14     |  |
| 15.                          | «Shattered» (live)                                  | Westerholt          | 4:20     |  |
| 16.                          | «Sleepwalker's Dream» (live)                        | Westerholt, Wessels | 4:33     |  |

| Japanese edition bonus track |                      |                     |          |  |
| N.º                          | Título               | Escritor(es)        | Duración |  |
| 17.                          | «Come Closer» (live) | Westerholt, Wessels |          |  |

## Personal
- Charlotte Wessels - voz
- Martijn Westerholt - teclado
- Guus Eikens - guitarra rítmica
- Timo Somers - guitarra líder
- Otto Schimmelpenninck van der Oije - Bajo
- Sander Zoer -batería
- Oliver Philipps - ambiente y guitarra adicional
- Henka Johansson - Batería adicional
- Burton C. Bell - voz en "Where Is the Blood"
- Anders Wikström - voz